# DTM seizoen 2018
Het DTM seizoen 2018 was het 19de seizoen van de Deutsche Tourenwagen-Masters, na de hervatting van het kampioenschap in 2000. Het was het laatste seizoen waarin Mercedes-Benz als fabrikant actief was, aangezien dit merk de klasse in 2019 verlaat om zich te concentreren op de Formule E-deelname in het seizoen 2019-20.
Gary Paffett behaalde in de laatste race van het seizoen op de Hockenheimring Baden-Württemberg zijn eerste DTM-kampioenschap sinds 2005 door derde te worden in de race, wat genoeg was om zijn rivalen Paul di Resta en René Rast voor te blijven.

## Teams en rijders
| Fabrikant     | Auto                     | Team                                       | No. | Rijders             | Races |
| ------------- | ------------------------ | ------------------------------------------ | --- | ------------------- | ----- |
| Mercedes-Benz | DTM AMG Mercedes C-Coupé | Mercedes-AMG Motorsport Petronas           | 2   | Gary Paffett        | Alle  |
| Mercedes-Benz | DTM AMG Mercedes C-Coupé | Mercedes-AMG Motorsport Petronas           | 94  | Pascal Wehrlein     | Alle  |
| Mercedes-Benz | DTM AMG Mercedes C-Coupé | Mercedes-AMG Motorsport Remus              | 3   | Paul di Resta       | Alle  |
| Mercedes-Benz | DTM AMG Mercedes C-Coupé | Mercedes-AMG Motorsport Remus              | 17  | Sébastien Ogier*    | 9     |
| Mercedes-Benz | DTM AMG Mercedes C-Coupé | Mercedes-AMG Motorsport Remus              | 23  | Daniel Juncadella   | Alle  |
| Mercedes-Benz | DTM AMG Mercedes C-Coupé | Silberpfeil Energy Mercedes-AMG Motorsport | 22  | Lucas Auer          | Alle  |
| Mercedes-Benz | DTM AMG Mercedes C-Coupé | Silberpfeil Energy Mercedes-AMG Motorsport | 48  | Edoardo Mortara     | Alle  |
| Audi          | Audi RS5 DTM             | Audi Sport Team Abt Sportsline             | 4   | Robin Frijns        | Alle  |
| Audi          | Audi RS5 DTM             | Audi Sport Team Abt Sportsline             | 5   | Mattias Ekström*    | 1     |
| Audi          | Audi RS5 DTM             | Audi Sport Team Abt Sportsline             | 51  | Nico Müller         | Alle  |
| Audi          | Audi RS5 DTM             | Audi Sport Team Rosberg                    | 33  | René Rast           | Alle  |
| Audi          | Audi RS5 DTM             | Audi Sport Team Rosberg                    | 53  | Jamie Green         | Alle  |
| Audi          | Audi RS5 DTM             | Audi Sport Team Phoenix                    | 28  | Loïc Duval          | Alle  |
| Audi          | Audi RS5 DTM             | Audi Sport Team Phoenix                    | 99  | Mike Rockenfeller   | Alle  |
| BMW           | BMW M4 DTM               | BMW Team RBM                               | 7   | Bruno Spengler      | Alle  |
| BMW           | BMW M4 DTM               | BMW Team RBM                               | 47  | Joel Eriksson       | Alle  |
| BMW           | BMW M4 DTM               | BMW Team RMG                               | 11  | Marco Wittmann      | Alle  |
| BMW           | BMW M4 DTM               | BMW Team RMG                               | 15  | Augusto Farfus      | Alle  |
| BMW           | BMW M4 DTM               | BMW Team RMR                               | 12  | Alessandro Zanardi* | 7     |
| BMW           | BMW M4 DTM               | BMW Team RMR                               | 16  | Timo Glock          | Alle  |
| BMW           | BMW M4 DTM               | BMW Team RMR                               | 25  | Philipp Eng         | Alle  |

Rijders aangegeven met een * komen niet in aanmerking voor kampioenschapspunten.

## Kalender en resultaten
De kalender werd op 18 november 2017 bekendgemaakt.
| No. | No. | Circuit                               | Datum        | Winnaar           | Tweede            | Derde             | Poleposition      | Snelste rondetijd | Winnende team                              | Winnende auto            |
| --- | --- | ------------------------------------- | ------------ | ----------------- | ----------------- | ----------------- | ----------------- | ----------------- | ------------------------------------------ | ------------------------ |
| 1   | R1  | Hockenheimring                        | 5 mei        | Gary Paffett      | Lucas Auer        | Timo Glock        | Gary Paffett      | Daniel Juncadella | Mercedes-AMG Motorsport Petronas           | DTM AMG Mercedes C-Coupé |
| 1   | R2  | Hockenheimring                        | 6 mei        | Timo Glock        | Mike Rockenfeller | Gary Paffett      | Timo Glock        | Gary Paffett      | BMW Team RMR                               | BMW M4 DTM               |
| 2   | R1  | Lausitzring                           | 19 mei       | Edoardo Mortara   | Timo Glock        | Philipp Eng       | Lucas Auer        | Daniel Juncadella | Silberpfeil Energy Mercedes-AMG Motorsport | DTM AMG Mercedes C-Coupé |
| 2   | R2  | Lausitzring                           | 20 mei       | Gary Paffett      | Marco Wittmann    | Pascal Wehrlein   | Philipp Eng       | Marco Wittmann    | Mercedes-AMG Motorsport Petronas           | DTM AMG Mercedes C-Coupé |
| 3   | R1  | Hungaroring                           | 2 juni       | Paul di Resta     | Lucas Auer        | Nico Müller       | Paul di Resta     | Lucas Auer        | Mercedes-AMG Motorsport Remus              | DTM AMG Mercedes C-Coupé |
| 3   | R2  | Hungaroring                           | 3 juni       | Marco Wittmann    | Timo Glock        | Philipp Eng       | Lucas Auer        | Daniel Juncadella | BMW Team RMG                               | BMW M4 DTM               |
| 4   | R1  | Norisring                             | 23 juni      | Edoardo Mortara   | Gary Paffett      | Marco Wittmann    | Edoardo Mortara   | Daniel Juncadella | Silberpfeil Energy Mercedes-AMG Motorsport | DTM AMG Mercedes C-Coupé |
| 4   | R2  | Norisring                             | 24 juni      | Marco Wittmann    | Edoardo Mortara   | Daniel Juncadella | Daniel Juncadella | Jamie Green       | BMW Team RMG                               | BMW M4 DTM               |
| 5   | R1  | Circuit Park Zandvoort                | 14 juli      | Gary Paffett      | Paul di Resta     | Lucas Auer        | Gary Paffett      | Gary Paffett      | Mercedes-AMG Motorsport Petronas           | DTM AMG Mercedes C-Coupé |
| 5   | R2  | Circuit Park Zandvoort                | 15 juli      | René Rast         | Gary Paffett      | Paul di Resta     | Gary Paffett      | Mike Rockenfeller | Audi Sport Team Rosberg                    | Audi RS5 DTM             |
| 6   | R1  | Brands Hatch                          | 11 augustus  | Daniel Juncadella | Augusto Farfus    | Lucas Auer        | Daniel Juncadella | Marco Wittmann    | Mercedes-AMG Motorsport Remus              | DTM AMG Mercedes C-Coupé |
| 6   | R2  | Brands Hatch                          | 12 augustus  | Paul di Resta     | Gary Paffett      | René Rast         | Gary Paffett      | Paul di Resta     | Mercedes-AMG Motorsport Remus              | DTM AMG Mercedes C-Coupé |
| 7   | R1  | Misano World Circuit Marco Simoncelli | 25 augustus  | Paul di Resta     | Robin Frijns      | Edoardo Mortara   | Paul di Resta     | Augusto Farfus    | Mercedes-AMG Motorsport Remus              | DTM AMG Mercedes C-Coupé |
| 7   | R2  | Misano World Circuit Marco Simoncelli | 26 augustus  | Joel Eriksson     | Edoardo Mortara   | René Rast         | Loïc Duval        | Edoardo Mortara   | BMW Team RBM                               | BMW M4 DTM               |
| 8   | R1  | Nürburgring                           | 8 september  | René Rast         | Bruno Spengler    | Gary Paffett      | René Rast         | René Rast         | Audi Sport Team Rosberg                    | Audi RS5 DTM             |
| 8   | R2  | Nürburgring                           | 9 september  | René Rast         | Paul di Resta     | Marco Wittmann    | René Rast         | Gary Paffett      | Audi Sport Team Rosberg                    | Audi RS5 DTM             |
| 9   | R1  | Red Bull Ring                         | 22 september | René Rast         | Mike Rockenfeller | Nico Müller       | Daniel Juncadella | Lucas Auer        | Audi Sport Team Rosberg                    | Audi RS5 DTM             |
| 9   | R2  | Red Bull Ring                         | 23 september | René Rast         | Nico Müller       | Gary Paffett      | Gary Paffett      | René Rast         | Audi Sport Team Rosberg                    | Audi RS5 DTM             |
| 10  | R1  | Hockenheimring                        | 13 oktober   | René Rast         | Robin Frijns      | Timo Glock        | Lucas Auer        | Timo Glock        | Audi Sport Team Rosberg                    | Audi RS5 DTM             |
| 10  | R2  | Hockenheimring                        | 14 oktober   | René Rast         | Marco Wittmann    | Gary Paffett      | Marco Wittmann    | Robin Frijns      | Audi Sport Team Rosberg                    | Audi RS5 DTM             |

## Kampioenschap

### Puntensysteem
| Positie      | 1e | 2e | 3e | 4e | 5e | 6e | 7e | 8e | 9e | 10e |
| Race         | 25 | 18 | 15 | 12 | 10 | 8  | 6  | 4  | 2  | 1   |
| Kwalificatie | 3  | 2  | 1  |    |    |    |    |    |    |     |

### Rijders
| Pos                                                             | Coureur            | HOC | HOC | LAU | LAU | HUN | HUN  | NOR | NOR | ZAN | ZAN | BRA | BRA | MIS  | MIS | NÜR | NÜR | RBR  | RBR | HOC  | HOC | Punten |
| --------------------------------------------------------------- | ------------------ | --- | --- | --- | --- | --- | ---- | --- | --- | --- | --- | --- | --- | ---- | --- | --- | --- | ---- | --- | ---- | --- | ------ |
| 1                                                               | Gary Paffett       | 1   | 3   | 9   | 13  | 6   | 15   | 2   | 132 | 1   | 21  | 6   | 21  | DNF  | 14  | 32  | 52  | 10   | 31  | 42   | 3   | 255    |
| 2                                                               | René Rast          | 9   | 72  | DNF | DNS | 4   | 10   | 16  | 14  | 17  | 13  | 43  | 3   | DNF3 | 3   | 1   | 1   | 1    | 1   | 1    | 12  | 251    |
| 3                                                               | Paul di Resta      | 7   | 9   | 6   | 4   | 1   | 53   | 4   | 6   | 23  | 3   | 16  | 12  | 1    | 6   | 18  | 2   | 4    | 43  | 8    | 14  | 233    |
| 4                                                               | Marco Wittmann     | 112 | 11  | 7   | 2   | 16  | 1    | 3   | 1   | 7   | 17  | 9   | 5   | 9    | 13  | 5   | 3   | 7    | 14  | DNF  | 21  | 164    |
| 5                                                               | Timo Glock         | 3   | 1   | 2   | 5   | 14  | 2    | 10  | 10  | 6   | 10  | 13  | 11  | 7    | 15  | 4   | 16  | DNF2 | 7   | 3    | 10  | 144    |
| 6                                                               | Edoardo Mortara    | 4   | DNF | 1   | 11  | 5   | DSQ  | 1   | 2   | 13  | 8   | 8   | 17  | 32   | 2   | 13  | 11  | 16   | 10  | 10   | 13  | 140    |
| 7                                                               | Lucas Auer         | 2   | 15  | 41  | 14  | 23  | DSQ1 | 7   | 53  | 3   | 9   | 32  | 8   | DNF  | DNF | 11  | 18  | 6    | DNF | DNF1 | 16  | 121    |
| 8                                                               | Pascal Wehrlein    | 5   | 6   | 8   | 32  | 13  | 122  | 13  | 9   | 42  | 6   | 7   | 43  | 6    | 12  | 7   | 9   | 13   | 6   | 11   | 18  | 108    |
| 9                                                               | Philipp Eng        | 16  | 14  | 32  | 71  | 18  | 3    | 52  | 11  | 14  | 42  | 5   | 7   | 8    | 16  | 16  | 83  | 8    | 9   | 12   | 8   | 102    |
| 10                                                              | Nico Müller        | 13  | 13  | DNF | 17  | 32  | 14   | 18  | 7   | DNF | 7   | 15  | 10  | 5    | 10  | 10  | 14  | 3    | 2   | 7    | 4   | 96     |
| 11                                                              | Mike Rockenfeller  | 14  | 2   | 11  | 8   | 11  | 4    | 15  | 16  | 15  | 16  | 10  | 6   | 10   | 9   | 6   | 13  | 23   | 8   | 6    | 11  | 87     |
| 12                                                              | Bruno Spengler     | 6   | 8   | 53  | 13  | 12  | DSQ  | 6   | 4   | 12  | 13  | 17  | 14  | DNF  | 11  | 23  | 4   | DNF  | 15  | 9    | 6   | 85     |
| 13                                                              | Robin Frijns       | 18  | 12  | 13  | 10  | 7   | 8    | 12  | 8   | 5   | DNF | 12  | 12  | 2    | 4   | 17  | 10  | 11   | 13  | 2    | 5   | 84     |
| 14                                                              | Joel Eriksson      | 12  | 43  | 12  | 9   | 17  | 6    | 9   | 12  | 9   | 11  | 14  | 13  | 12   | 1   | 12  | 6   | 15   | 5   | 15   | 9   | 72     |
| 15                                                              | Daniel Juncadella  | 8   | 18  | 14  | 12  | 10  | 11   | 8   | 31  | 16  | 12  | 1   | 9   | 14   | 173 | 15  | 17  | 141  | 11  | 14   | 15  | 61     |
| 16                                                              | Augusto Farfus     | 15  | 10  | 10  | 16  | 15  | 7    | 14  | 17  | 8   | 5   | 2   | DNF | 11   | DNF | 9   | 7   | 9    | DNF | DNF  | 7   | 56     |
| 17                                                              | Loïc Duval         | 10  | 5   | DNF | 13  | 8   | 9    | 17  | 18  | 11  | 15  | DNF | 16  | 4    | 71  | 8   | 12  | DNF  | 16  | 5    | 12  | 54     |
| 18                                                              | Jamie Green        | 19  | 17  | DNF | 6   | 9   | 13   | 11  | 15  | 10  | 14  | 11  | 15  | DNF  | 8   | 14  | 15  | 5    | 12  | 13   | 17  | 27     |
| Coureurs die niet in aanmerking komen voor kampioenschapspunten |                    |     |     |     |     |     |      |     |     |     |     |     |     |      |     |     |     |      |     |      |     |        |
| -                                                               | Alessandro Zanardi |     |     |     |     |     |      |     |     |     |     |     |     | 13   | 5   |     |     |      |     |      |     | 0      |
| -                                                               | Sébastien Ogier    |     |     |     |     |     |      |     |     |     |     |     |     |      |     |     |     | 12   | 17  |      |     | 0      |
| -                                                               | Mattias Ekström    | 17  | 16  |     |     |     |      |     |     |     |     |     |     |      |     |     |     |      |     |      |     | 0      |
| Pos                                                             | Coureur            | HOC | HOC | LAU | LAU | HUN | HUN  | NOR | NOR | ZAN | ZAN | BRA | BRA | MIS  | MIS | NÜR | NÜR | RBR  | RBR | HOC  | HOC | Punten |

2000 ·
2001 ·
2002 ·
2003 ·
2004 ·
2005 ·
2006 ·
2007 ·
2008 ·
2009 ·
2010 ·
2011 ·
2012 ·
2013 ·
2014 ·
2015 ·
2016 ·
2017 ·
2018 ·
2019 ·
2020 ·
2021 ·
2022 ·
2023 ·
2024 ·
2025

Lijst van coureurs